# 王门左派
王门左派，或称“王学左派”、“左派王学”等，是王学的后学。虽属“王学后学”，但王守仁晚年的时候，左派已经形成，左派哲学思想已显现端倪。

## 主要流派
泰州学派：
浙中学派

## 代表人物
- 王艮

- 王畿

- 李贽